# Packera heterophylla
Packera heterophylla là một loài thực vật có hoa trong họ Cúc. Loài này được (Fisch.) E.Wiebe mô tả khoa học đầu tiên năm 1997.